# Ivan Đuranec
Ivan Đuranec (Kegljevac kraj Bjelovara, 6. travnja 1942. – Bjelovar, 13. listopada 2009.), hrvatski rukometaš.
Počeo je igrati rukomet već s 12 godina. Od 15. godine igra u prvoj momčadi RK "Partizan" Bjelovar, koji je u njegovoj debitantskoj godini bio prvak države. Za klub je nastupio 437 puta i osvojio 6 naslova prvaka države te 2 naslova kupa. Igrao je na poziciji lijevog krila. Najveći uspjeh postigao je osvojivši s klubom naslov Kupa prvaka Europe 1972. godine. Igrao je u finalnoj utakmici u kojoj je RK "Partizan" pobijedio njemački Gummersbach rezultatom 19:14 u Dortmundu pred 14000 gledatelja. Igrao je i u još dva finala Kupa prvaka Europe 1962. i 1973. godine. U to vrijeme, bio je jedan od najboljih rukometaša svijeta na svojoj poziciji.
Za reprezentaciju bivše Jugoslavije debitirao je s 17 godina. Nastupio je 74 puta i postigao 149 pogodaka. Jedno vrijeme bio je i kapetan reprezentacije. Igrao je na tri svjetska rukometna prvenstva: u SR Njemačkoj 1961., Čehoslovačkoj 1964. i u Švedskoj 1967. Igrao je i za reprezentaciju svijeta 1962. godine.
Prvi izveo "hlebinac", danas poznat kao "cepelin", koji su izveli prebacivajući loptu s jednog krila na drugo, u suradnji s Miroslavom Pribanićem. Osim cepelina, u današnje vrijeme na Kineziološkom fakultetu u Zagrebu se uči Đurančev okret. Karijeru je završio ozlijedivši koljeno, baš nakon jednog "cepelina". Radio je kao rukometni djelatnik, trener, predsjednik i sudac prenoseći znanje mladima.
Umro je u 67. godini u Bjelovaru od srčanog udara. 